# Tratwa Odysa. Esej o uchodźcach
Tratwa Odysa. Esej o uchodźcach – książka filozoficzna dr. hab. Dobrosława Kota (ps. Wit Szostak) w pięciu częściach, wydana nakładem wydawnictwa słowo/ obraz terytoria. Jej tytuł odnosi się bezpośrednio do pieśni V Odysei Homera, w której Odyseusz wyrusza w podróż od nimfy Kalipso do rodzimej Itaki. Esej został wydany w 2020 r., kilka lat po kryzysie migracyjnym w Europie i przed kryzysem migracyjnym na granicy Białorusi z Unią Europejską.

## Tematyka
W eseju tułaczka Odysa zostaje przedstawiona jako „mit o powrocie niemożliwym”, w którym wyobrażenie domu, Itaki, autor przeciwstawia temu, co Odys zastaje po latach nieobecności na rodzimej wyspie. Od pierwszych stron realne wydarzenia związane z masową migracją krajów Afryki na południe Europy są uniwersalizowane przez odwołania do mitycznej opowieści Homera, a także do innych wielkich myślicieli zachodnich, takich jak Emmanuel Levinas, Jacques Derrida czy Hannah Arendt.
Autor niepewność towarzyszącą pracy filozofa, a także myślenie, które w jego opinii jest pracą błądzenia w języku, wiąże z niepewnością błądzenia tych, którzy nie mają już domu. Poszukiwanie domu zyskuje zatem w eseju podwójne znaczenie: jako poszukiwanie schronienia dla egzystencji oraz jako poszukiwanie nowego języka dla nowych zjawisk zachodzących na granicach Europy. W ten sposób figura uchodźcy zyskuje wymiar głębszy niż tylko społeczno-polityczny, a kryzys związany z wydarzeniami na południu Europy staje się nierozerwalnie związany z kryzysem języka.
Perspektywa mikro, czyli człowiek, jego dom i stosunek wobec gości, przeplatają się w eseju z perspektywą makro, w której Dobrosław Kot porusza kwestie europejskiej polityki (strzeżenie granic vs otwartość), państw i narodów oraz praw człowieka i praw obywatela.

## Zawartość
Esej składa się z pięciu rozdziałów poprzedzonych Wprowadzeniem i zakończonych Wyprowadzeniem.
Część 1: Kryzys
Rozdział rozpoczynają pogłębione rozważania poświęcone pojęciu „kryzys”, który pojawił się w języku publicystyki i polityki w odniesieniu do masowej migracji ludności rozpoczętej w 2015 r. Dobrosław Kot pokazuje niejednoznaczność tego słowa, co do którego nie ma pewności, czy wiąże się z sytuacją uchodźców pozbawionych domu, czy z europejskim kryzysem humanitaryzmu, czy może jest czymś nierozerwalnie związanym z nowoczesną koncepcją państwa. Ta część zawiera także pytania o właściwość używania terminu „uchodźca” wobec osób przybywających do Europy.
Część 2: Opowieści
W tym rozdziale, aby zrozumieć kwestię „uchodzenia”, autor prowadzi rozważania w odniesieniu do historii biblijnego Abrahama, który wyruszył w nieznane, oraz mitycznego powrotu Odysa w rodzinne strony. Skupia się na kwestii ukrywania i ujawniania tożsamości, w napięciu między nimi szukając protoplasty uchodźcy. Wskazuje, że zarówno w greckich mitach, jak i w opowieściach biblijnych nomadyczność i uchodzenie jest permanentnym stanem wielu bohaterów, np. Mojżesza.
Część 3: Słowa
Część trzecia wychodzi od znaczeń, jakie niosą słowa, takie jak: uchodźca, Obcy, Inny, imigrant, obcokrajowiec, cudzoziemiec, barbarzyńca, wędrowiec, wędrownik, tułacz, błądnik, wygnaniec, uciekający, przybysz, przechodzień, bezdomny, profugus, nie-obywatel, nowo przybyły, wróg, banita, nomada, gość. Autor wskazuje na to, co łączy wszystkie te nazwy wskazujące na kondycję człowieka uchodzącego, a także myśliciela: czasowniki "zyskiwać" oraz "tracić".
Część 4: Dom
Choć rozdział nosi tytuł „dom”, podstawowym słowem, które analizuje Dobrosław Kot, jest „próg”, na którym wydarza się jego zdaniem to, co najistotniejsze dla człowieka i dla myślenia. Z kolei słowo „dom” autor rozdziela na dwa znaczenia: dom pochodzenia i dom dochodzenia, wskazując, że człowiek jest nieustannie w drodze z jednego (nazywanego ojczyzną) do drugiego (synczyzny).
Część 5: Gościnność
Kontynuując rozważania o domu, Dobrosław Kot wskazuje, że jest to miejsce nierozerwalnie związane z gościnnością – zarówno wobec obcych, jak i domowników. Termin „gościnność” analizowany jest tutaj przede wszystkim w odniesieniu do myśli Jacques’a Derridy (wrogościnność) i Cezarego Wodzińskiego.

## Recepcja
Kinga Dunin, na łamach „Krytyki Politycznej” pochwaliła książkę za ciekawe rozpoznania, szczególnie jeśli chodzi o kwestię aporetycznej gościnności, a także za interesujące rozważania dotyczące takich tematów jak obcość, zagrożenie, bezpieczeństwo, zadomowienie w kontekście instytucjonalizacji codziennego życia i utopijnej wizji, jaką Europejczycy mają o Europie, nie omieszkała jednak zarzucić, że książka odwołuje się, poza nielicznymi wyjątkami, do myśli europejskich filozofów i nie znajduje przestrzeni dla rozpoznań spoza naszego kręgu kulturowego.
Podobnie w kwestii kategorii gościnności i sąsiadowania wypowiadała się w „Polityce” Renata Lis, doceniając fragmenty poświęcone utopijnej wizji domu oraz napięcie między kategoriami „goszczenia” i „panoszenia się na terytorium uznanym za swoje”.
Na łamach "Nowego Napisu" Łucja Maria Ślisz zestawia tę książkę z „Zagrodą zębów” tego samego autora, z kolei Ilona Siwak w „Ruchu Literackim” jako punkty odniesienia wskazuje „Poniewczasie” i „Cudze słowa”, dostrzegając w "Tratwie Odysa" kontynuację rozpoznań z literackiej twórczości autora.
Recenzenci docenili pracę filologiczną, literackość eseju oraz niekonkluzywność i otwartość wywodu.

## Ciekawostki
Kwestia wymiennej roli gospodarza i gościa, która stanowi jeden z ważniejszych elementów "Tratwy Odysa", jest centralnym tematem debiutanckiej powieści Ariane Koch pt. "Gość", wydanej po polsku nakładem Wydawnictwa Drzazgi w 2022 r.